# サーブ・9000

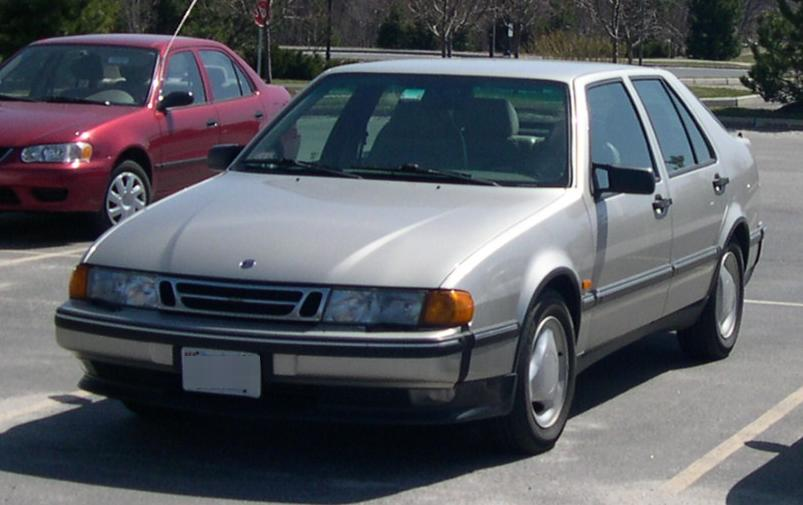
サーブ9000CS

サーブ・9000（SAAB 9000 ）は、スウェーデンの自動車会社サーブが1984年から1998年にかけて製造・販売していた乗用車である。同社の再編後も自動車メーカー・サーブ・オートモービルに引き継がれた。日本では1986年から1997年にかけて輸入・販売されていた。

## 概要

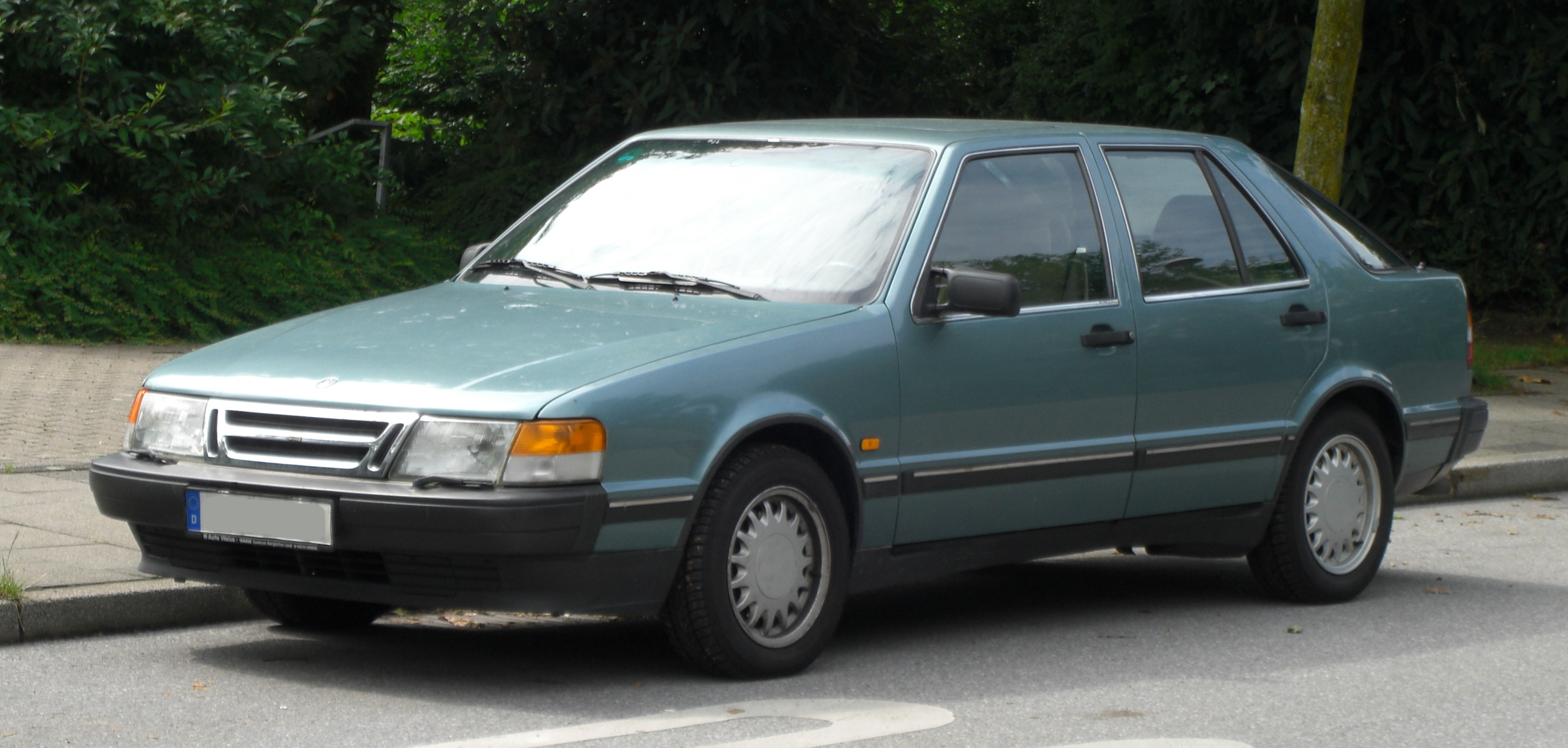
サーブ9000（中期型）

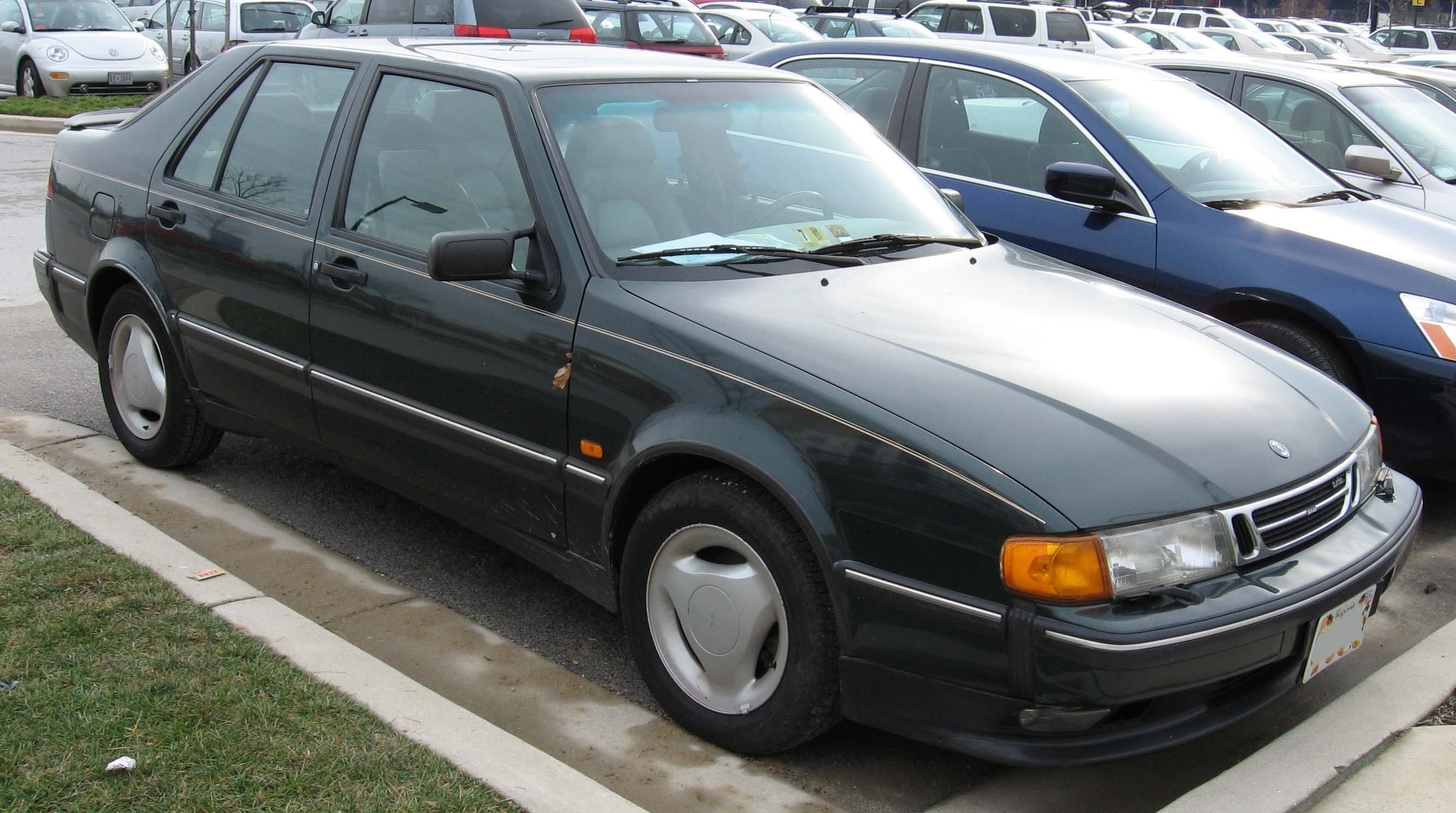
サーブ9000（後期型）

1984年5月24日、サーブの新しいフラッグシップモデルとしてデビューした。当初は5ドアハッチバックのみであったが、後に4ドアセダンが追加された。
当時、新車種の開発資金に乏しかったサーブは、イタリアのフィアットと新車種の共同開発をすることになり、サーブはカーエアコンの開発を担当した。これが「ティーポ4プロジェクト」（Tipo-Quattro Project ）と呼ばれることになる。そこにフィアットグループのアルファロメオが加わり、9000の他にアルファロメオ・164、フィアット・クロマ、ランチア・テーマといった姉妹車が誕生した。ただし、9000はフィアットグループの他の3車とは外観や内装、メカニズム面などで差異が多かった。
サーブ車の特徴のひとつであるセンターコンソール上のキーシリンダーは採用されず、通常の位置（ステアリングコラム右側）に設置されている。
本国では1998年モデルまで「9-5」と並行して販売されたが、アメリカや日本では1997年モデルで打ち切りとなった。後継は同年に発表された9-5である。

## 日本での販売
日本に輸入された9000は前期、中期、後期の3種類に大別される。前期型では2Lエンジンのみの展開、ヘッドライトとフロントグリルがフロントバンパーに対してほぼ垂直に配置されている。中期型では2.3Lエンジンが追加され、前期型とほぼ同じ意匠ながらヘッドライトとフロントグリルがややスラントしている。スポーツハッチバックの「タラテガ」と同じくハッチバックの「CS」が追加された。この頃にサーブはGM傘下となったが、CSはGM傘下に入って初のニューモデルとなる。後期型ではわずか2年で消滅した「タラデガ」に代わって「エアロ」、上級仕様の「グリフィン」が追加された。
フロントマスクは3種類あり、厚いグリルが俗に「CD顔」、薄いグリルが同じく「CS顔」（見出し写真参照）と呼ばれる。「CD顔」は、「タラデガ」や1994年式までの「CD/グリフィン」に、「CS顔」はそれ以降の「CD/グリフィン」と「CS」、「エアロ」に装着される。
- 最初期型（1986年モデル）
  - 9000i 16
  - 9000ターボ16
- 前期型（1989年モデル）
  - 9000ターボ16
  - 9000CD
  - 9000CD16i
  - 9000ターボ16Sタラデガ
- 中期型（1991年モデル）
  - 9000CD 2.3-16
  - 9000CD 2.3ターボ
  - 9000 2.3ターボSタラデガ
- 後期型（1996年モデル）
  - 9000CD
  - 9000CDE
  - 9000CS
  - 9000CSE
  - 9000グリフィン
  - 9000エアロ

日本での販売価格は1989年モデルの9000ターボ16CDが630万円で、当時の日産・シーマやトヨタ・セルシオより高価であった。モデルライフ後半ではグレードも細分化され約380万円の廉価グレードを設定するも、ライバル車に比してモデルライフの長さに起因する設計の古さが目立った。